# ObsCure
ObsCure es un videojuego de terror de los subgénero de horror de supervivencia y de terror psicológico desarrollado por Hydravision y publicado por DreamCatcher Interactive para PlayStation 2, Xbox, y Windows. Fue lanzado en octubre de 2004 en zonas PAL y en América del Norte el 6 de abril de 2005 .

## Personajes
Los personajes seleccionables permiten alternar entre ellos durante el juego.

### Seleccionables durante el juego
Kenny Matthews: El hermano mayor de Shannon y uno de los protagonistas de la aventura. Al comienzo del juego es secuestrado, pero más o menos a la mitad de la trama se une al grupo de estudiantes. Su aptitud especial es correr muy rápido durante unos segundos, vital cuando los monstruos le superan en número, sobre todo en su primer momento jugable.
Shannon Matthews: Hermana menor de Kenny, es una de las mejores estudiantes de Leafmore. Su habilidad especial es guiar a los demás personajes y dar pistas sobre a donde deben dirigirse. Además, tiene la aptitud de poder sanar un 25% más con los botiquines, excepto con las bebidas energéticas.
Ashley Thompson: Novia de Kenny e íntima amiga de Shannon. Una chica que tiene un carácter fuerte y valiente. Su aptitud especial es la de poder golpear o disparar dos veces seguidas, aumentando bastante el daño causado.
Josh Carter: Aspirante a periodista y buen estudiante que parece sentir algo por Shannon. Nunca está sin su videocámara. Su aptitud especial es chequear el lugar donde se encuentran para saber si quedan objetos.
Stan Jones: Vago, mal estudiante, etc. son algunos de los rasgos que caracterizan a Stan. Conviene tenerlo al lado cuando hay que forzar cerraduras, ya que esa es su especialidad.
Dan: Es un estudiante que desapareció hace varios años y también está infectado con la Mortifilia (solo aparece al principio, cuando Kenny es atrapado por Friedman). Es calvo y blanco como un muerto, muere decapitado al intentar escapar con Kenny en los subterráneos. Su muerte no cambia ninguno de los finales.

### Personajes no jugables
Herbert Friedman: Director del Instituto Leafmore. Tras él se esconde un terrible secreto y parece saber bastante acerca de las criaturas que campan a sus anchas por el instituto.
Leonard Friedman: Hermano gemelo de Herbert y marido de la enfermera Wickson. Actualmente con paradero desconocido.
Enfermera Wickson: Enfermera del instituto. Parece saber mucho acerca del asunto de los monstruos...
Profesor Walden: Profesor de Biología del instituto. El grupo lo encuentra merodeando por el centro mientras buscan a Kenny, buscando a Friedman.
Señor Garrison: Conserje del instituto. Antaño fue policía, así que guarda una escopeta en su despacho.

## Criaturas
Mordedor o Boca Grande: Pequeños seres con una boca enorme con la que muerden las piernas de sus víctimas. Aparecen normalmente en grandes grupos, pero mueren con el contacto directo de la luz del sol.
Cangrejo: Monstruo similar a un cangrejo bastante lento, pero que puede hacer aparecer unas zarpas en el suelo y golpearlo para atacar a sus víctimas.
Escalador: monstruos similares a una mosca que reptan por el techo y atrapan a sus presas por el cuello. Potencialmente peligrosos si van en grupo.
Infectado pasivo: Estudiante afectado por la Mortifilia. Al darle la luz se vuelve potencialmente agresivo y ataca con un destornillador. No es tan rápido y puede ser derrotado fácilmente.
Infectado o Yonko: Estudiante afectado por la Mortifilia que termina por transformarse en un monstruo. Puede saltar grandes distancias y dar zarpazos bastante fuertes. 
Hombre árbol o Mega Yonko: monstruo con una cara parecida a la de las cáscaras de una banana abierta o un calamar. Muy fuerte y con mucha salud, capaz de matar a los personajes de un golpe, arrancándoles la cabeza de un mordisco.
Reina: Monstruo amorfo con cara de mujer con mucha fuerza y salud, que libera gusanos pequeños o golpea al suelo para atacar a sus contrincantes.
Nadador: No aparece como contrincante, pero en el bosque se le puede ver nadando en el riachuelo que hay bajo el puente.
Larvas: Engendros que nacen de la Reina, aparecen al principio del juego saliendo de un ducto de ventilación, pero sirven más como susto. Durante las tres batallas contra las Reinas, ella podrá liberar un enjambre de larvas, que pueden ser eliminadas con la linterna.
Leonard Friedman: Hermano del director de Leafmore, transformado en un monstruo parecido a un árbol a causa de su larga exposición a la Mortifilia. Es el jefe final del juego.

## Historia

### Leafmore High
El juego comienza situándonos en el instituto Leafmore, el centro donde estudian los protagonistas. Kenny, Stan y otros compañeros juegan al baloncesto, mientras Shannon los miran y Josh graba el partido.
Minutos después, Kenny se queda solo entrenando, hasta que comienza a oír su móvil sonar desde los vestuarios. Es Ashley, que se cita con él para pasar la noche juntos. Pero mientras Kenny no mira, un desconocido (que resulta ser Friedman, director del instituto) le roba su mochila, haciendo que el joven le siga afuera, cruzando por una verja que siempre había estado cerrada.
Kenny se encuentra de pronto en un jardín que da a una antigua casa abandonada con un cobertizo abierto, al cual entra. Allí encuentra una pistola y una linterna, con las que baja por unas escaleras tras oír unos ruidos extraños.
Ha llegado a los sótanos del instituto, que se encuentran atestados de raíces extrañas y de una nube negra, que Kenny disipa con su linterna. Pronto llega a un laboratorio secreto, lleno de jaulas donde cabría perfectamente una persona, con instrumental quirúrgico y rastros de sangre...
Kenny encuentra a un estudiante llamado Dan, blanco como un muerto y calvo, con el cual decide salir de allí, pero durante la huida, son interceptados por unas extrañas criaturas. El estudiante muere decapitado por una de ellas y Kenny corre hacia las escaleras, pero alguien cierra la compuerta, dejándolo atrapado. Aunque “Mueras” en esta secuencia Kenny seguirá vivo hasta que lo encuentres más adelante.

### Al salir de clase
A la mañana siguiente, Shannon, Ashley y Josh se quedan después de clase para buscar a Kenny.
Durante su búsqueda por el edificio de administración, son atacados por un par de Bocagrandes, pero son rescatados por el Profesor Walden, que les dice que busquen a Friedman para poder salir de allí y llamar a la policía.
Registrando las aulas, los tres se encuentran con Stan (que se había quedado en Leafmore hasta tarde para cambiar sus calificaciones), que se une al grupo en la búsqueda de Kenny.
Finalmente, tras acabar con un par de monstruos, encuentran a Friedman, que los manda a buscar al conserje Garrison para que los saque de allí.
La noche cae en el instituto y lamentablemente, el Señor Garrison muere despedazado por uno de los monstruos, dejando a los protagonistas encerrados en el centro.
En la sala de vigilancia ven un vídeo en el que se muestra a Kenny siendo encerrado por Friedman en los sótanos, y otro donde Kenny aparece encerrado en una celda, aún vivo.
También reciben una llamada de socorro de la enfermera Wickson, en la enfermería.
Para llegar a ella tendrán que cruzar el comedor...

### Entre monstruos
El grupo entra en la cafetería del instituto, donde descubren que está plagada de monstruos.
Restablecen la electricidad, que estaba cortada, y erradican a las criaturas, salvando así a la enfermera. Esta balbucea cosas sobre un tal Leonard, que quiere salir a la superficie.
Creyendo que la enfermera está loca, el grupo la deja sola y vuelven a encontrar a Walden, que les da una llave para que bajen a los sótanos a través del teatro.
Allí también hay monstruos, pero consiguen matarlos a todos y comienzan a descender por una escalera oculta a los subterráneos.
((Nota: en este punto del juego Stan, Ashley o Shannon pueden morir si no se activa la seguridad del montacargas antes de bajar, haciendo que el elevador caiga y aplaste al personaje.))
El grupo recorre los sótanos, plagados de criaturas y la extraña nube negra, hasta que finalmente encuentran a Kenny, pero son atrapados por Friedman.
Todos despiertan horas después.
Kenny comienza a sentirse mal, Friedman les ha inyectado la Mortifilia, la planta que ha dado origen a todo este engorro, y si les da la luz se transformarán en monstruos.
Consiguen huir de los sótanos y van a ver a la enfermera, pero la encuentran agonizando en el suelo. Sus últimas palabras son súplicas de que los perdonaran por todo eso, que entraran en los sótanos por la entrada de los jardines y que no dejarán salir a Leonard.

### La residencia del mal
El grupo decide entrar en la antigua residencia de estudiantes, cerrada muchos años atrás a causa de las continuas desapariciones de alumnos que residían en ella.
Dentro encuentran más monstruos y una caja en la que un antiguo estudiante había recopilado información sobre los Friedman, fotos de estudiantes afectados por la Mortifilia y un mapa del sótano.
Van a la biblioteca a registrar el despacho de Friedman, pero por el camino se topan otra vez con Walden, que resulta estar también infectado. El profesor les roba el plano y los deja encerrados en la biblioteca.
Consiguen salir y llegan de nuevo a los subterráneos cruzando un bosque también infestado de criaturas.

### El secreto bajo el instituto
Abajo, encuentran múltiples laboratorios y pasillos laberínticos, hasta que abren una compuerta gigantesca, por la que Walden entra.
Cuando el grupo llega, el profesor está apuntando con una pistola a Herbert, que intenta calmarlo mientras en su mano lleva un maletín con el antídoto para la Mortifilia.
Walden abate al anciano director de un disparo al negarse este a darle el maletín y se inyecta el antídoto, pero es empalado por una extraña criatura y arrojado fuera de la sala.
El monstruo que ha matado a Walden no es otro que Leonard Friedman, el hermano gemelo de Herbert.
Un siglo atrás, ambos viajaron a África en una expedición, donde encontraron una extraña planta negra, la Mortifilia. La llevaron a América para estudiarla, llegando a inyectársela a sí mismos para ver qué efectos producían.
Leonard aparentemente falleció poco después en un accidente de avión, pero debido a su exposición a la Mortifilia continuó vivo, pero en un estado lamentable.
Herbert comenzó a inyectarle más de la extraña planta, pero solo consiguió empeorar el asunto.
Entonces empezó a secuestrar alumnos del instituto para llevar a cabo experimentos con tal de encontrar una cura para su querido hermano.
Enfurecido por la muerte de su hermano, Leonard ataca al grupo, que acaba con él seccionando sus raíces, haciendo que el techo se derrumbe sobre él.

### Al fin, la luz
El grupo llega al gimnasio, bajo el cual se encontraba Leonard, y se inyectan el antídoto.
Pero Leonard resurge entre los escombros, e intentando matarlos exponiéndose a la luz del sol, acabando carbonizado y muerto.

### Finales
Dependiendo de si muere algún personaje, el final del juego varía.
Aun así, el instituto consigue limpiarse de Mortifilia y todo parece volver a la normalidad.

### Final 1: Una nueva esperanza
Todos consiguen sobrevivir a la pesadilla. 
Kenny y Ashley se besan y abrazan apasionadamente, Shannon consuela a Josh y Stan comienza a rebuscar entre los escombros. Encuentra el maletín de los antídotos, pero al ir a cogerlo, una nube negra comienza a alzarse; Stan salta hacia atrás y dispara su arma.

### Final 2: Funeral oscuro
En este final, alguno de los personajes mueren, dejando al resto desolado.
En el funeral, una nube negra comienza a brotar de las tumbas...

## Música
Toda la banda sonora puede descargarse gratis desde la página de Olivier Derivière. En la versión alemana del juego, las músicas las compone el grupo Sportfreunde Stiller.
El tema de la intro se llama Still Waiting y está compuesta por Sum 41.
El tema de los créditos se llama Supersónica y está compuesta por Dawholeenchilada, pero solo en la versión española. En la versión francesa se puede oír Cinglés, compuesta por Enhancer. La versión inglesa la canción se llama "Baby's Come Back" y es de la banda "SPAN". Para el resto del mundo es una música sin letra llamado simplemente End Titles.

## Curiosidades
- Durante el vídeo de introducción del juego se pueden ver a estudiantes por el instituto que son muy parecidos físicamente a los protagonistas, como pueden ser Ashley y Shannon.

- Durante la cinemática de introducción se puede observar a una chica pelirroja. Esta chica aparece en la segunda mitad del juego asesinada por unos bocagrandes. Es curioso, tanto el por qué se quedó hasta tarde y el cómo sobrevivió tanto tiempo. (En la primera mitad no se haya su cadáver)

- En carteles del instituto se pueden ver referencias a la carátula de la película "Dawn of the dead", pósteres anunciando Xbox LIVE e incluso un cartel del grupo musical "Morti Crew".

- En uno de los carteles del instituto se puede ver una propaganda en la que se encuentra Ashley, con un corte de pelo diferente.

- En una clase, en el pabellón de la biblioteca, se puede observar los pechos de la maestra.

- Cuando Shannon, Ashley, y Josh entran al salón de clases se puede ver una chica gótica.

- Algunos de los monstruos aparecen en la segunda parte.

- Las bebidas energéticas son Monster.

- La canción de los créditos, es "Baby's Come Back", pero siempre es titulada, e incluso en el menú "Bonus" se encuentra la canción "Don't look the way they do" también de SPAN, incorrectamente.

- Una curiosidad importante es que la inyección del final que había preparado Friedman, no eran antídotos permanentes, sino una vacuna temporal, no sacaba el virus de la flor Mortifilia de su organismo o lo destruía, sino que lo ponía en un estado inactivo por tiempo limitado, cuando este se termina se tenía que inyectar de nuevo, en algún momento de entre ObsCure y ObsCure II, pudieron transformar la inyección en unas píldoras. Shannon, no se sabe el momento, pero se convirtió inmune al virus y de hecho su cuerpo lo aceptó, dándole el poder de absorber Obscuridad. Si no se tomaban estas píldoras, se someterían al virus.

Esto es comprobable debido a que Herbert Friedman trabajaba en una cura para su hermano, Leonard, sin importar si los protagonistas mueren, por el hecho de que él los infectó. Si fuera una cura solo tendría 1 o 2, pero en el maletín tenía entre 6 y 8, por lo que debió ser 6 u 8 vacuna temporal, para inyectárselas todas paulatinamente, hasta ver un cambio o para tranquilizarlo hasta encontrar una cura.

## Secuela
Obscure II tiene lugar dos años después. Los estudiantes que sobrevivieron ahora están en la universidad viviendo vidas normales. Descubren una planta extraña en el campus y las cosas empiezan a salir mal. El juego fue lanzado para Microsoft Windows, PlayStation 2, Wii y PSP. La franquicia se detuvo abruptamente debido al cierre de Hydravision, que tenía la intención de hacer una secuela y posiblemente una precuela. Sin embargo, Final Exam es supuestamente un reinicio de la serie y fue lanzado para PlayStation Network, Xbox Live y Microsoft Windows en 2013.